# 凯尼恩学院
凯尼恩学院是一所私立的美国文理学院，坐落于俄亥俄州甘比尔，創立於1824年，是州內最古老的私立學院，因其學院哥德式建築和位處農村地區而出名。此學院已受北中部學院及學校聯盟的高等學習委員會認可 。